# Graphiurus platyops
Graphiurus platyops är en däggdjursart som beskrevs av Thomas 1897. Graphiurus platyops ingår i släktet Graphiurus och familjen sovmöss. Inga underarter finns listade i Catalogue of Life.
Denna sovmus förekommer i sydöstra Afrika från Zimbabwe och angränsande områden av Moçambique till nordöstra Sydafrika. Arten lever främst i klippiga habitat och klättrar även på träd. Ibland uppsöker Graphiurus platyops byggnader.
Det finns en tydlig gräns mellan den gråa eller gråbruna ovansidan och den krämfärgade till vita undersidan. Undersidan kan ha inslag av grått. Huvudet har främst samma färg som bålens ovansida med undantag av de vita kinderna. Från kinderna sträcker sig en ljus strimma till axlarna. Några exemplar har även vita fläckar bakom öronen. De vita bakfötterna har ibland en mörk tvärstrimma på toppen. Svansen är täckt med gråbruna hår och med några glest fördelade vita hår. Undantaget är svansspetsen som är vit. Håren är vid svansens basis 5 till 7 mm långa och vid svansspetsen upp till 30 mm långa. Honor har ett par spenar på bröstet, ett par på bukens mitt och två par vid ljumsken. Kroppslängden (huvud och bål) är 6,2 till 8,0 cm, svansens längd är 6,4 till 8,7 cm och bakfötterna är 1,3 till 1,6 cm långa.
Arten delar ibland sitt gömställe med gulprickig hyrax eller klipphyrax. Den är allätare och har bland annat frön, gröna växtdelar, nattfjärilar och andra insekter som föda. Individerna är främst nattaktiva. En dräktig hona med 6 embryon registrerades i januari och ungar hittades i november och december. Utanför parningstiden lever varje exemplar ensam.
För beståndet är inga hot kända och Graphiurus platyops har i några regioner en större population. IUCN kategoriserar arten globalt som livskraftig.